# Nurfitriyana Saiman
Nurfitriyana Saiman, född 7 mars 1962 i Jakarta, är en indonesisk idrottare som tog silver i bågskytte vid olympiska sommarspelen 1988 i Seoul.